# 圣艾尼昂格朗略
圣艾尼昂格朗略（法語：Saint-Aignan-Grandlieu，法語發音：[sɛ̃.t‿ɛɲɑ̃ ɡʁɑ̃ljø] ⓘ），亦作圣艾尼昂德格朗略（ 或 ），是法国大西洋卢瓦尔省的一个市镇，位于该省中部，属于南特区和南特都会区，其市镇面积为17.94平方公里，2022年1月1日时人口数量为3,991人。
圣艾尼昂格朗略是南特都会区的组成部分，位于南特市区西南大约13公里处。

## 行政
圣艾尼昂格朗略的邮政编码为44860，INSEE市镇编码为44150。

## 地理

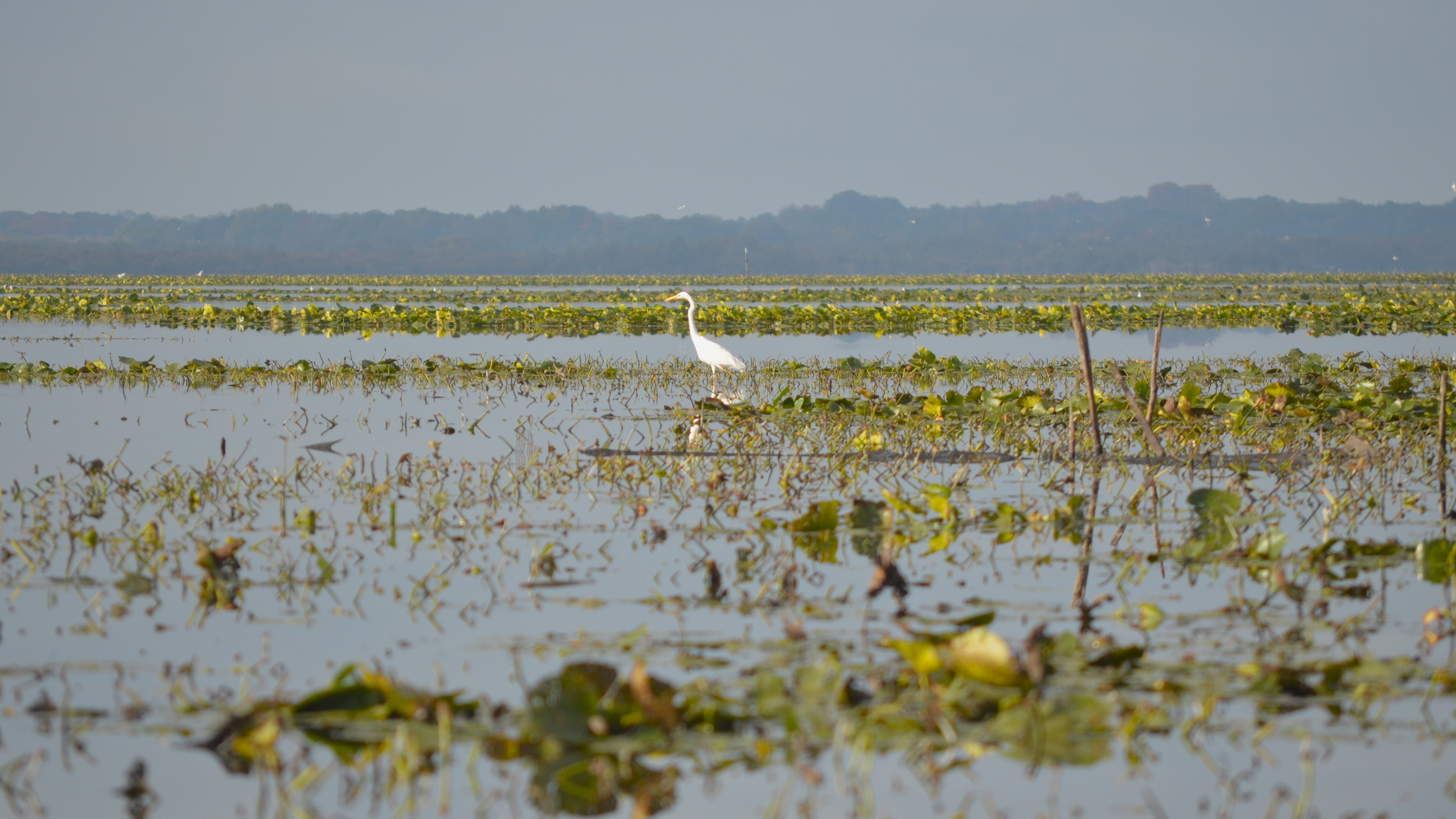
格朗略湖

圣艾尼昂格朗略（47°7'26"N, 1°37'50"W）位于法国西北部，卢瓦尔河地区大区西部和大西洋卢瓦尔省中部。
与圣艾尼昂格朗略接壤的市镇包括：蓬圣马丹、拉舍夫罗利耶尔、布格奈、布艾、圣菲尔贝德格朗略。
圣艾尼昂格朗略境内地势平坦，海拔在0至29米之间。
奥尼翁河（L'Ognon）自东向西南流经圣艾尼昂格朗略东南侧边界。
按照柯本气候分类法，圣艾尼昂格朗略属于较为典型的温带海洋性气候，全年温差较小，降水分布均匀。

## 历史
“圣艾尼昂格朗略”一名来源于天主教圣人奥尔良的艾尼昂，而“格朗略”本意为“大地”，此处指的是其南侧的一个大型湖泊。
圣艾尼昂格朗略历史上长期为一个普通村落，20世纪60年代后逐渐形成居民区。

## 交通
大西洋卢瓦尔省省道D11线和D85线经过圣艾尼昂格朗略境内。南特公交68路和98路经过圣艾尼昂格朗略境内并设有站点。
南特大西洋机场的部分跑道位于圣艾尼昂格朗略境内。

## 人口
| 年份   | 1936  | 1946  | 1954  | 1962  | 1968  | 1975  | 1982  | 1990  | 1999  | 2006  | 2007  | 2012  | 2017  |
| ------ | ----- | ----- | ----- | ----- | ----- | ----- | ----- | ----- | ----- | ----- | ----- | ----- | ----- |
| 人口數 | 1 072 | 1 146 | 1 345 | 1 372 | 1 357 | 1 717 | 2 489 | 3 033 | 3 478 | 3 481 | 3 480 | 3 590 | 3 944 |